# Рождественская песнь в прозе
«Рожде́ственская песнь в про́зе: свя́точный расска́з с привиде́ниями» (англ. A Christmas Carol in Prose, Being a Ghost Story of Christmas), обычно называемая просто «Рожде́ственская песнь» (англ. A Christmas Carol) — повесть-сказка британского писателя Чарльза Диккенса, вышедшая в 1843 году. Состоит из пяти глав, называемых автором «строфами».
Одна из «Рождественских повестей» Диккенса, ставшая одним из самых популярных рассказов о Рождестве в Великобритании и за её пределами.

## Сюжет

### Строфа первая
Главный герой — старый мрачный скряга Эбенизер Скрудж, который давно уже никого и ничего не любит, кроме собственных денег. Он не понимает радости, которую другие испытывают по поводу приближающегося Рождества и Святок, и брезгливо отклоняет приглашение своего доброго племянника Фреда отпраздновать Рождество с ним и его семьёй. Он не может понять, зачем люди целый день веселятся и не работают, если это не приносит им выгоды, и отказывается пожертвовать благотворителям деньги на помощь нуждающимся детям.
В вечер сочельника Скрудж очень неохотно соглашается отпустить своего клерка с работы на Рождество, закрывает свою контору и идёт домой. Однако дома перед ним вдруг предстаёт дух его покойного компаньона Джейкоба Марли, умершего в сочельник семь лет назад.
Дух Марли говорит Скруджу, что после смерти он был наказан за то, что при жизни не стремился творить на земле добро и помогать людям, и он не хочет, чтобы та же участь постигла и Скруджа. Поэтому по его просьбе Скруджа посетят три духа, которые, как он надеется, помогут ему исправиться. Ду́хи должны явиться один за другим в течение трёх ночей в первый час пополуночи. После этих слов дух Марли прощается со Скруджем и исчезает.

### Строфа вторая
В первый час пополуночи появляется первый дух. Это Святочный дух Прошлых лет. Он ведёт Скруджа с собой в прошлое. Последний видит городок, где он родился и вырос, и где ему всё так знакомо с юных лет. Затем он видит самого себя в детстве и юности, когда он ещё был полон восторга, энтузиазма и надежд и готов был разделить хорошее настроение близких ему людей. Видя себя таким, Скрудж незаметно для себя смягчается, его сердце оттаивает. После этого, однако, он видит себя уже повзрослевшим, когда алчность уже начала пускать в нём корни. Заметив это, его давняя возлюбленная решает расстаться с ним, потому что она понимала, что ему в его нынешнем состоянии и с его холодной расчётливостью не нужна любовь бедной девушки, которую он любил, когда сам был беден. Она выходит замуж за другого и устраивает своё семейное счастье.
Скрудж не может вынести зрелища самого себя такого со стороны и умоляет Духа увести его от этих видений прошлого. В конце концов Дух исчезает, и Скрудж засыпает.

### Строфа третья
На второй день ровно в час пополуночи Скруджу является второй дух. Это Дух нынешних Святок. Он ведёт Скруджа по его же городку. Главный герой видит украшенные к Рождеству улицы, радостных нарядных людей и ломящиеся от рождественских угощений полки магазинов; везде царит изобилие и радость по поводу грядущего праздника.
Затем Дух ведёт Скруджа к жилищу Боба Крэтчита — клерка, работающего в конторе Скруджа. Он небогат, и у него большая семья со множеством детей, но и здесь царит веселье и ликование. Лишь однажды всеобщая радость нарушается — когда Боб предлагает тост за здоровье Скруджа. Его жена очень неохотно присоединяется к тосту, говоря, что если бы не Рождество, не стала бы она пить за здоровье этого гадкого и бесчувственного скупца. Это был первый тост за весь вечер, который члены семьи пили не от всего сердца.
И тут Скрудж сжаливается над бедным и больным сыном Боба, малюткой Тимом, которому Дух предсказал смерть, если «будущее не внесёт в это своих изменений». Далее Скрудж и Дух путешествуют по разным местам и видят, как празднуют Рождество рудокопы и рабочие маяка. Все они на время забыли о своих ссорах и невзгодах, и на лицах у всех — веселье. Все желают друг другу счастливого Рождества. Наконец, они попадают в дом племянника Скруджа, Фреда, где уже начались разнообразные весёлые игры и забавы.
Пожалуй, Фред — единственный во всём городе, не считая Боба, кто не питает злобы к своему угрюмому и грубому дядюшке и, несмотря ни на что, от всего сердца желает ему счастливого Рождества и надеется, что тот когда-нибудь подобреет и исправится. Сам Скрудж, невидимый для всех, с удовольствием наблюдает за весельем и забавами в доме племянника и даже желает в них поучаствовать, но Дух не даёт ему на это времени, возвращает Скруджа в его дом и исчезает.

### Строфа четвёртая
Наконец, является и третий дух. Он не произносит ни слова, но Скрудж понимает, что это Дух будущих Святок и что он пришёл показать Скруджу его возможное будущее. В будущем Скрудж, к удивлению, не обнаруживает себя ни на бирже, ни в других привычных для себя местах, зато постоянно слышит от прохожих разговоры о смерти какого-то старого злобного скряги, которого никто не любил; многие открыто радуются его смерти.
Трое воров обокрали дом умершего и продали вещи скупщику в трущобах, рассуждая о том, что, «наверное, он специально всех нас отваживал при жизни, чтобы мы могли нажиться на нём после его смерти».
Затем Скрудж видит самого покойника, но не видит его лица. Он просит Духа назвать ему имя покойника, понимая, что вот такая же участь могла бы ожидать и его после смерти. Оказывается, что всеми ненавидимый умерший скряга — он сам. Никому он не принёс добра за свою жизнь, и все если и не поминают его недобрым словом, то относятся к его смерти с плохо скрываемым облегчением. После он видел могилу малютки Тима, и Боба, который, плача, несёт на могилу костыль. Третий дух исчезает.

### Строфа пятая
Скрудж снова оказывается у себя в кровати и окончательно решает измениться в лучшую сторону. Он искренне рад приближающемуся Рождеству, славит Святки, посылает самого дорогого рождественского гуся бедному Бобу Крэтчиту и жертвует огромную сумму тем самым благотворителям, которых недавно прогнал. После этого Скрудж идёт праздновать Рождество к Фреду, который радостно принимает его.
На следующий день, когда Боб приходит к нему на работу, Скрудж повышает ему жалование. С тех пор Скрудж стал самым добрым и щедрым человеком в городе, снискав всеобщую любовь и уважение. Для малютки Тима, сына Боба Крэтчита, он стал «вторым отцом», и тот совершенно поправился и не умер от болезни, так как Скрудж изменился и будущее его самого и его близких тоже изменилось в лучшую сторону.

## Персонажи
Центральным персонажем «Рождественской песни» является Эбенизер Скрудж, скупой лондонский ростовщик, описанный в повести как «старый грешник и скряга, жила и паук, с завидущими глазами и загребущими руками!». Ричард Майкл Келли пишет, что Скрудж, возможно, был создан под влиянием противоречивых чувств Диккенса к своему отцу, которого он одновременно любил и демонизировал. Этот психологический конфликт может являться причиной появления двух резко отличающихся друг от друга Скруджей: один — холодный, скупой и жадный полуотшельник, другой — доброжелательный, общительный человек.
Профессор английской литературы Роберт Дуглас-Фейрхёрст считает, что в первой части книги, посвящённой одинокому и несчастливому детству молодого Скруджа и его стремлению к деньгам, чтобы избежать бедности, «есть нечто вроде самопародии на страхи Диккенса о самом себе»; части книги, в которых показано состояние Скруджа после внутренних изменений, представляют оптимистичный взгляд Диккенса на самого себя.
Образ Скруджа также мог быть основан на двух скрягах: эксцентричном члене парламента Джоне Элвисе, или Джеймсе Вуде, владельце Глостерского старого банка, также известного как «Глостерский скряга». По мнению социолога Фрэнка Элвилла, взгляды Скруджа на бедных являются отражением взглядов демографа и политического экономиста Томаса Мальтуса, в то время как вопросы скряги «Разве нет тюрем? ... А работных домов? ... Разве приюты и законы о призрении бедных бездействуют?» являются отражением саркастического вопроса, поставленного философом Томасом Карлейлем: «Разве нет приютов, виселиц; и больниц, тарифов для нищих, нового закона о бедных?».
В произведениях самого Диккенса можно найти прообразы Скруджа. Питер Акройд, биограф Диккенса, видит сходство между этим персонажем и персонажем старого Мартина Чезлвита, хотя скряга является «более фантастическим образом», чем старейшина Чезлвит; Акройд замечает, что между превращением Чезлвита в благотворителя и трансформацией Скруджа в доброго человека можно провести параллель. Дуглас-Фейрхёрст замечает, что второстепенный персонаж Габриэль Граб из «Посмертных записок Пиквикского клуба» также оказал влияние на создание Скруджа. Имя Скруджа появилось в повести после того, как Диккенс увидел надгробную плиту в Эдинбурге, на которой значилось имя Эбенезера Леннокса Скрогги, торговца зерном.
Когда Диккенс был молод, он жил рядом с лавкой торговца с вывеской «Гудж и Марни», которая, видимо, дала имя бывшему деловому партнёру Скруджа. Что касается закованного в цепи Марли, то Диккенс вспомнил о своём посещении Западной тюрьмы в Питтсбурге, штат Пенсильвания, в марте 1842 года, где он увидел закованных в кандалы заключённых и был этим поражён. Для персонажа Крошечного Тима Диккенс использовал образ своего племянника Генри, мальчика-инвалида, которому было пять лет, когда была написана «Рождественская песнь». Фигуры Нужды и Невежества, укрывшиеся в одеяниях Духа настоящего рождества, были вдохновлены детьми, которых Диккенс видел во время своего визита в обшарпанную школу в Ист-Энде в Лондоне.

## Темы
Духовная трансформация Скруджа занимает центральное место в повести. Пол Дэвис рассматривает Скруджа как «протеанскую фигуру, постоянно находящуюся в процессе преобразования»; Ричард Майкл Келли пишет, что превращение отражено в описании Скруджа, который в начале истории представлен как двумерный персонаж, но затем вырастает в того, кто обладает «эмоциональной глубиной и сожалением об упущенных возможностях». Некоторые писатели, включая Грейс Мур, исследователя творчества Диккенса, считают, что в «Рождественской песни» присутствует христианская тема, и поэтому повесть должна рассматриваться как аллегория христианской концепции искупления. Биограф Диккенса Клэр Томалин видит в изменении Скруджа христианскую весть о том, что даже «худший из грешников может покаяться и стать хорошим человеком». Отношение Диккенса к религии было сложным; в основе его веры и жизненных принципов лежал Новый Завет. Утверждение Диккенса, что у Марли «не было кишечника», является отсылкой к «кишкам сострадания», упомянутым в Первом послании Иоанна, причине его вечного проклятия.
Другие писатели, в том числе Келли, считают, что Диккенс описал «светское представление этого священного праздника». Историк культуры Пенне Рестад полагает, что с нерелигиозной точки зрения искупление Скруджа подчёркивает «консервативные, индивидуалистические и патриархальные аспекты» диккенсовской «песенной философии» милосердия и альтруизма.
Диккенс написал «Рождественскую песнь» в ответ на отношение британского общества к бедности, особенно детской бедности, и хотел использовать повесть в качестве аргумента против неё. История показывает Скруджа как парадигму эгоизма и возможных последствий игнорирования бедных людей, особенно детей в бедности — олицетворённых аллегорическими фигурами Нужды и Невежества. Эти две фигуры были созданы, чтобы вызвать симпатию читателей — как и Крошечный Тим. Дуглас-Фэйрхёрст замечает, что использование таких фигур позволило Диккенсу представить своё послание о необходимости благотворительности, не отталкивая читателей из среднего класса.

## Публикация
В связи с коммерческой неудачей выходившего частями в 1843—1844 годах романа «Мартин Чезлвит» издатели Чепмен и Холл отказывались печатать «Рождественскую песнь». Поэтому Диккенс договорился сам оплатить издание книги в обмен на процент от прибыли. Публикации «Рождественской песни» сопутствовали некоторые проблемы. Первая печать книги содержала тусклые оливковые форзацы, которые Диккенс считал неприемлемыми, и издатели Чепмен и Холл быстро заменили их жёлтыми форзацами, но так как они дисгармонировали с титульным листом, было принято решение переделать и его. Финальный вариант книги был переплетён красной тканью с позолоченной кромкой страниц и завершён за два дня до публикации 19 декабря 1843 года. После издания Диккенс распорядился, чтобы рукопись была переплетена в красную сафьяновую кожу и подарена его поверенному Томасу Миттону.
Первый тираж в 6 000 экземпляров продавался по цене в пять шиллингов (что равно 24 фунтам стерлингов в 2020 году), он был продан к сочельнику. Чепмен и Холл выпустили второе и третье издания перед Новым годом. Книга продолжала хорошо продаваться в 1844 году. К концу 1844 года было выпущено ещё одиннадцать изданий. С момента первой публикации книга была издана множество раз в твёрдом и мягком переплёте, переведена на несколько языков и никогда не выходила из печати. Она стала самой популярной книгой Диккенса в Соединённых Штатах, и разошлась тиражом более двух миллионов экземпляров в течение ста лет после её первой публикации там.
Высокие производственные издержки, на которых настаивал Диккенс, привели к снижению прибыли, и первое издание принесло ему только 230 фунтов стерлингов (что равно 22 000 фунтов стерлингов в 2020 году), а не 1 000 фунтов стерлингов (что равно 96 000 фунтов стерлингов в 2020 году), как он ожидал. Год спустя прибыль составила всего 744 фунта стерлингов, чем Диккенс был глубоко разочарован.
Первый русский перевод был выпущен в 1886 году Фёдором Резнером.

## Восприятие
По словам Дугласа-Фэйрхёрста, отзывы современников Диккенса о «Рождественской песне» «были почти все одинаково положительными». The Illustrated London News написал, что эта история «впечатляет красноречием ... его непритворная лёгкость сердца — его игривый и искрящийся юмор ... его нежный дух человечности» ставят читателя «в доброе расположение духа с самим собой, друг с другом, с временем года и с автором». Критик из литературного журнала «Атенеум» считал, что повесть является «сказкой, которая заставляет читателя смеяться и плакать, раскрывать свои объятия и открывать своё сердце для милосердия даже к тем, кто его не любит ... является изысканным блюдом, которое можно поставить перед королём». Уильям Мейкпис Теккерей, писавший в Fraser's Magazine, отозвался о книге как о «национальном благе для каждого мужчины или женщины, которые читают её, личном добром деле. Последние два человека, которые говорили об этом, были женщины; они не знали друг друга и автора, и обе сказали, как бы критикуя: „Да благословит его Бог!“»
Поэт Томас Гуд в своём журнале Hood's Magazine and Comic Miscellany писал: «Если бы Рождество с его древними и гостеприимными обычаями, социальными и благотворительными обрядами когда-либо подверглось опасности упадка, эта книга дала бы ему новую жизнь». Рецензент Tait's Edinburgh Magazine Теодор Мартин, который обычно критиковал работы Диккенса, хорошо отозвался о «Рождественской песне», отмечая, что это «замечательная книга, тонко чувствуемая и рассчитанная на то, чтобы принести много общественного блага». После смерти Диккенса, Маргарет Олифант с сожалением отозвалась, что в книге есть индейка и сливовый пудинг, но признала, что в дни её первой публикации она считалась «новым Евангелием», и отметила, что книга уникальна, так как заставляет людей вести себя лучше. Религиозная пресса в целом проигнорировала повесть, но в январе 1884 г. журнал Christian Remembrancer отметил, что старая и избитая тема сказки получила новую трактовку, и похвалил чувство юмора и пафос автора. Писатель и социальный мыслитель Джон Рёскин сказал другу, что, по его мнению, Диккенс взял религию от Рождества Христова и представил себе её как «омелу и пудинг — ни воскресения из мёртвых, ни восхода новых звёзд, ни поучения мудрецов, ни пастухов».
The New Monthly Magazine высоко оценил повесть, но посчитал, что внешние излишества книги — позолоченные края и дорогой переплёт — удерживают цену на высоком уровне, делая её недоступной для бедных. В рецензии было рекомендовано напечатать историю на дешёвой бумаге и установить соответствующую цену. Неназванный автор из The Westminster Review высмеивал экономические познания Диккенса, спрашивая: «Кто остался без индейки и пунша, чтобы их мог получить Боб Крэтчит — ибо, если индейки и пунша не было в избытке, кто-то должен был остаться без них».
После критики США в «Американских записках» и «Мартине Чезлвите» американские читатели поначалу отнеслись к «Рождественской песне» с меньшим энтузиазмом, но к концу Гражданской войны в США книга получила широкое распространение. В 1863 году The New York Times опубликовала восторженную рецензию, отметив, что автор принёс «старое Рождество ... из былых веков и отдалённых усадеб, в гостиные бедняков наших дней».

## Адаптации
К 1849 году Диккенс был занят «Дэвидом Копперфильдом» и не имел ни времени, ни желания выпускать ещё одну рождественскую книгу. Он решил, что лучший способ донести до аудитории свою «песенную философию» — публичные чтения. Во время Рождества 1852 г. Диккенс читал в Бирмингемской ратуше для Промышленного и литературного института; чтения имели большой успех. После этого он прочитал повесть в сокращённом варианте 127 раз, вплоть до 1870 года (года своей смерти), в том числе и на прощальном представлении.
После публикации «Рождественской песни» появились произведения, в которых писатели рассказывали последующую жизнь Скруджа как изменившегося человека или исправляли ошибки, как им казалось, допущенные Диккенсом. Так появились «Рождественские тени» В. М. Свепстоуна (1850), «Рождество Джоба Уорнера» Горацио Элджера (1863), «Рождественская мечта, или как она сбылась» Луизы Мэй Элкотт (1882) и др.
Повесть была почти сразу адаптирована для сцены. Три постановки открылись 5 февраля 1844 года, одна из них, Эдварда Стирлинга, была одобрена Диккенсом и шла более 40 ночей. К концу февраля 1844 года в Лондоне игралось восемь театральных постановок «Рождественской песни». История была адаптирована для кино и телевидения больше, чем любое другое произведение Диккенса. В 1901 году была снята одна из первых известных экранизаций повести под названием «Скрудж, или Призрак Марли»; это был немой чёрно-белый британский фильм, в значительной степени утраченный. «Рождественская песнь» была адаптирована в 1923 году для радио Би-би-си. История была адаптирована для других средств массовой информации, включая оперу, балет, анимацию, сценические мюзиклы и постановку пантомимы Би-би-си с участием Марселя Марсо.
Дэвис считает, что адаптации стали лучше запоминаться, чем оригинал. Некоторые из сцен, написанных Диккенсом, например, посещение шахтёров и смотрителей маяка, были забыты многими, в то время как другие события, часто добавляемые в адаптации, такие как посещение Скруджем Крэтчитов на Рождество, теперь считаются частью оригинальной истории. Таким образом, Дэвис подчёркивает различие между оригинальным текстом и «памятной версией».
По мотивам повести русский писатель и религиозный философ Алексей Степанович Хомяков написал повесть «Светлое Воскресение», действие которой перенесено в Российскую Империю и происходит накануне Пасхи. Герои повести, соответственно, получают русские имена: главного героя зовут Пётр Скруг, его племянника — Дмитрий, покойного партнёра — Марлев, а писарь становится Фёдором Кричевым.

## Экранизации
- Повесть неоднократно экранизировалась. Самой ранней киноверсией стал немой фильм 1901 года «Скрудж, или Призрак Марли».
- Знаменитый диснеевский мультгерой Скрудж Макдак был назван именно по имени главного героя «Рождественской песни». Собственно, впервые (не считая комиксы) он появился в диснеевском мультфильме по мотивам этой истории, где всех героев сыграли диснеевские персонажи (например, Микки Маус в роли Боба Крэтчита, Пит в роли Духа будущего Рождества и т. д).
- «Новая рождественская сказка» (англ. Scrooged) — современная сатирическая экранизация «Рождественской песни» сделанная режиссёром Ричардом Доннером в 1988 году.
- Полнометражный фильм 1992 года  «Рождественская песнь Маппетов[англ.]», Майкл Кейн в роли Эбенизера Скруджа.
- Одна из серий мультсериала «101 далматинец». Сюжет этой серии имеет как сходства, так и отличия.
- В одном из эпизодов мультсериала «Охотники за привидениями» герои случайно оказываются в реальности повести и ловят Духов рождества, когда те нападают на Скруджа. Вернувшись в свою реальность, они обнаруживают, что праздник Рождества перестал существовать. И тогда они возвращаются в реальность Скруджа и сами заменяют Духов Рождества (Духа прошлого Рождества изображает Питер, настоящего — Уинстон, будущего — Рэй). Тем временем Игону удаётся вернуть настоящих Духов.
- Немного изменённый смысл повести присутствует в мультфильме «Все псы празднуют Рождество».
- В основанном на «Рождественской песни» эпизоде «Время покаяния» телесериала «Лучшие» героиня Николь Джулиан встречает призраков Настоящего, Прошедшего и Будущего Рождества.
- В специальном выпуске телесериала «Доктор Кто», который вышел 25 декабря 2010 г., события происходят по сюжету повести.
- Сценарий комедийной мелодрамы «Призраки бывших подружек» написан по мотивам «Рождественской песни». В этой версии акценты приходятся в основном на тему секса и взаимоотношений главного героя как со множеством случайных женщин, так и со своей подругой детства и первой любовью.
- В расширенной серии «Бивис и Баттхед уделывают Рождество» (англ. Beavis and Butt-head Do Cristmas) сериала «Бивис и Баттхед» также пародируется «Рождественская песнь»: Бивису снится, что он жестокий владелец закусочной. Директор школы МакВикер превращается в его забитого служащего, играя роль Боба Крэтчита; учитель-хиппи Дэвид изображает доброго духа нынешних святок, а злобный физрук становится зловещим духом будущих святок.
- «Барби: Рождественская история[англ.]» — история, основанная на произведении Чарльза Диккенса. В мультфильме сюжет более позитивный, чем в оригинале.
- В одной серии «Озорные анимашки» сюжет основан на Рождественской песни. В роли Скруджа выступает Мистер Блотс, а Уорнеры являются в роли призраков.
- В одной из серий мультсериала «Тутенштейн» сюжет изображает аналогичное путешествие во времени, хотя к Рождеству отношения не имеет.
- В серии «A Hearth's Warming Tail» мультсериала «Дружба — это чудо» главные герои читают повесть, сюжет которой основан на сюжете Рождественской песни.
- Одна из серий мультсериала «Маша и Медведь» — «С любимыми не расставайтесь» — отсылает к произведению.
- Во втором сезоне сериала «Санта-Барбара» обыгрывается сюжет этой повести, когда Мейсону Кэпвеллу после возлияний в Сочельник приходят аналогичные духи рождества, третий из которых показывает ему его собственное надгробие с очень скорой датой смерти. Проспавшись, Мейсон решил делать окружающим добро (правда, спустя какое-то время снова вернулся к привычному сарказму и цинизму в отношениях).
- Между 1-м и 2-м полнометражными мультфильмами про Смурфиков была снята 22 минутная короткометражка Смурфики: Рождественский гимн. Роль духа рождественского прошлого исполняла Смурфетта, роль духа рождественского настоящего — Благоразумник, роль духа рождественского будущего — Силач. А в роли перевоспитываемого был Ворчун.
- Рождественская песнь (2006) - В этой версии знаменитые персонажи Диккенса изображены как антропоморфные животные; Эбенезер Скрудж и его родственники - скунсы, Боб Крэтчит и его семья - кролики, призрак Джейкоба Марли - сверчок, призрак Рождества прошлого, настоящего и будущего - аист, кенгуру и морж.
- Фильм «Рождественская история» — экранизация повести от режиссёра Роберта Земекиса (2009).
- 2 последние серии 3 сезона мультсериала «Врумиз» под названием «С Рождеством, Доктор Гав!» основаны на Рождественской песни. В роли Скруджа выступает Доктор Гав, в роли духа рождественского прошлого - Люси, в роли духа рождественского настоящего — Томми, в роли духа рождественского будущего — Спиди.
- Сюжет лёг в основу фильма «Призрачная красота» (2016).
- Мини-сериал «Рождественская песнь» с Гаем Пирсом в роли Скруджа (2019).
- 42-х минутный мюзикл «A VHS Christmas Carol» от команды StarKid Productions[англ.], показанный в 2020-м году в онлайн-формате.
- Полнометражный 3D мультфильм «Скрудж: Рождественская песнь» (2022).